# Burdigalian
Burdigalian este o perioadă care începe acum 20,44 milioane de ani și se termină aprox acum 15,97 milioane de ani. Burdigalianul este precedat de Aquitanian și urmat de Langhian. Este a doua perioadă a Miocenului.